# Тулье
Тулье (итал. Tuglie) — коммуна в Италии, располагается в регионе Апулия, в провинции Лечче.
Население составляет 5279 человек (2008 г.), плотность населения составляет 663 чел./км². Занимает площадь 8 км². Почтовый индекс — 73058. Телефонный код — 0833.
В коммуне 25 марта особо празднуется Благовещение Пресвятой Богородицы.

## Демография
Динамика населения:

## Администрация коммуны
- Официальный сайт: http://www.tuglie.com